# Caitlin Fitzgerald
Caitlin Fitzgerald est une actrice américaine née le 26 août 1983, à Camden (Maine).

## Biographie
Caitlin Fitzgerald est née le 26 août 1983, à Camden (Maine). Son père est directeur d'une corporation et sa mère, Pam Allen, est écrivaine, elle a écrit le roman Knitting for Dummies. Elle a un frère, Ryan.
Ses parents ont divorcé et son père s'est remarié avec l'actrice Lucinda Ziesing elle a deux demi-frères, Alexander et Cooper.
Son grand-père Desmond FitzGerald était un homme politique.
Elle a étudié au Concord Academy au Massachusetts et a étudié l'art au Tisch School of the Arts à New York.
Elle partit ensuite à Londres pour étudier Shakespeare au Royal Academy of Dramatic Art.

### Vie privée
Elle est mariée à l’acteur irlandais Aidan Turner depuis 2020. Ils ont accueilli leur premier enfant, un garçon en janvier 2022.

## Filmographie

### Cinéma

#### Longs métrages
- 2008 : A Jersey Christmas de James Villemaire et Eric Weber :
- 2009 : Pas si simple (It's Complicated) de Nancy Meyers : Lauren Adler
- 2009 : Hôtel Woodstock (Taking Woodstock) d'Ang Lee : Une femme
- 2009 : Love Simple de Mark von Sternberg : Keith
- 2009 : My Last Day with You de Jeff Feldman : Ashley
- 2011 : Damsels in Distress de Whit Stillman : Priss
- 2011 : Dirty Movie de Christopher Meloni et Jerry Daigle : Bank Teller
- 2011 : Newlyweds d'Edward Burns : Katie
- 2012 : The Fitzgerald Family Christmas d'Edward Burns : Connie Fitzgerald
- 2012 : Like the Water de Caroline von Kuhn : Charlie McRill
- 2013 : Mutual Friends de Matthew Watts : Liv
- 2014 : Adult Beginners de Ross Katz : Kat
- 2015 : La romance à Manhattan (Manhattan Romance) de Tom O'Brien : Theresa
- 2016 : Mercy de Chris Sparling : Melissa
- 2016 : Always Shine de Sophia Takal : Beth
- 2017 : Happy Birthday (All I Wish) de Susan Walter : Alison
- 2017 : This Is Your Deathde Giancarlo Esposito : Sylvia
- 2018 : The Man Who Killed Hitler and The Bigfoot de Robert D. Krzykowski : Maxine
- 2020 : Les Sept de Chicago (The Trial of the Chicago 7) d'Aaron Sorkin : Agent Daphne O'Connor
- 2024 : Lost on a Mountain in Maine d'Andrew Boodhoo Kightlinger : Ruth Fendler

#### Courts métrages
- 2009 : Moving Pictures de Caitlin McEwan : Claudette
- 2013 : The Woman in the Dress d'Henry Pincus : Joanne
- 2015 : Jim & Helen Forever de Jesse Zwick : Tessa
- 2016 : Other People's People de James Fauvell : Vanessa
- 2023 : Stillness de Rachel Fowler : Rose

### Télévision

#### Séries télévisées
- 2008 : New York, unité spéciale (Law and Order: Special Victims Unit) : Anna Bleers / Natalie Bleers
- 2009 : Mercy Hospital (Mercy) : Erika
- 2010 : How to Make It in America : L'amie de Rachel
- 2010 : Blue Bloods : Benita
- 2011 : Gossip Girl : Epperly Lawrence
- 2013 - 2016 : Masters of Sex : Libby Masters
- 2015 : The Walker : Maggie
- 2016 : New Girl : Diane
- 2016 : Rectify : Chloe
- 2017 : Code Black : Dr Gretchen Kerr
- 2018 : UnReal : Serena Wolcott
- 2018 - 2019 : Succession : Tabitha
- 2018 - 2019 : Sweetbitter : Simone
- 2021 : Station Eleven : Elizabeth
- 2022 : Inventing Anna : Mags
- 2025 : Nous les menteurs : Penny Sinclair